# Boy Meets Girl (film 1984)
Boy Meets Girl è un film del 1984 diretto da Leos Carax.

## Trama
Alex, ventiduenne che sogna di diventare regista, viene lasciato dalla fidanzata Florence che gli preferisce il suo miglior amico Thomas. Caduto in depressione, Alex si mette a girare la notte per Parigi ed una sera ha modo di assistere alla fine della storia d'amore di due ragazzi. Innamoratosi di Mireille, la ragazza che è stata lasciata, Alex scoprirà che anche lei ha un'anima tormentata esattamente come lui.

## Accoglienza
Il film è stato premiato nel 1984 alla Settimana internazionale della critica, una sezione parallela indipendente del Festival di Cannes. Venne distribuito in Francia il 21 novembre 1984.

## Riconoscimenti
- 1984 - Festival di Cannes
  - Award of the Youth
- 1984 - Chicago International Film Festival
  - Candidato al Gold Hugo per il miglior film a Leos Carax
- 1985 - Premi César
  - Candidato al Premio César per la migliore opera prima a Leos Carax